# Blitzkrieg: Pomruk zagłady
Blitzkrieg: Pomruk zagłady (oryg. Блицкриг. Рокот бури , ang. Blitzkrieg: Rolling Thunder) – drugi samodzielny dodatek do gry komputerowej wyprodukowany przez rosyjskie studio Nival Interactive, wydany w 2004 roku przez cdv Software Entertainment AG.

## Rozgrywka
Blitzkrieg: Pomruk zagłady to drugi oficjalny samodzielny dodatek do Blitzkrieg. W grze zawarta została kampania składająca się z 18. rozbudowanych misji, oferuje ona 8 scenariuszy. Gra związana jest z generałem 3. Armii Amerykańskiej, George'em S. Pattonem. Akcja gry toczy się w Afryce Północnej, Sycylii (Operacja Husky, otwarcie frontu południowego w Europie w 1943 roku), Normandii (działania na plaży Omaha) i Ardenach. W grze zawarte zostały nowe jednostki, które zostały udostępnione na polach walki.